# Georg Christoph Biller
Georg Christoph Biller (20. září 1955, Nebra, Německo – 27. ledna 2022) byl německý dirigent a kantor v Lipsku.

## Životopis
Narodil se v roce 1955 jako syn pastora v Nebře. První hudební vzdělání získal v letech 1965–1974 v legendárním Thomanerchoru v Lipsku u Erharda Mauersbergera a Hanse-Joachima Rotzsche. Již jako sborový prefekt získal zkušenosti při dirigování. Po maturitě v roce 1974 studoval v letech 1976–1981 dirigování u [Rolfa Reutera a Kurta Masura a zpěv na Vysoké školy hudební a divadelní v Lipsku. V roce 1976 založil Leipziger Vocalensemble.
V letech 1980–1991 vedl sbor Gewandhausu v Lipsku. Současně působil jako odborný asistent sborového dirigování na Kirchenmusikschule v Halle. V roce 1982 založil mužský vokální sextet „Arion-Collegium“. V témže roce získal diplom v oboru dirigování na Letní akademii Mozartea v Salcburku. Od roku 1983 byl členem Akademie umění v Berlíně. V roce 1985 mu byla udělena hudební cena města Ósaky. V letech 1991–1992 působil jako odborný asistent na sborové dirigování na Vysoké škole múzických umění ve Frankfurtu nad Mohanem a Akademii múzických umění v Detmoldu.
V roce 1992 se stal kantorem u sv. Tomáše v Lipsku a byl tedy šestnáctým tomášským kantorem po Johannu Sebastianu Bachovi. Prací s Tomášským sborem pokračoval v hudební tradici svých předchůdců. Ta klade velký důraz na liturgickou strukturu motet a koncertních programů, kde je vidět celá chorální tradice od gregoriánského počátku po moderní církevní hudbu. Pracoval s mnoha současnými skladateli, a dokonce i sám komponoval. Hostoval jako dirigent s významnými orchestry, jako je Newyorská filharmonie, Konzerthausorchester Berlin, Sydney Symphony Orchestra.
S úctou k práci svého velkého předchůdce Johanna Sebastiana Bacha začal v roce 1992 věnovat pozornost uvedení celého cyklu Bachových kantát v chronologickém pořadí u svatého Tomáše s Orchestrem Gewandhausu. Roku 1994 byl jmenován profesorem sborového dirigování na Vysoké školy hudební a divadelní v Lipsku. Od roku 2009 vyučuje jako profesor dirigování. Již několik let se věnuje práci na budování tzv. Forum Thomanum, centra pro výchovu při Tomášském sboru a škole Sv. Tomáše.V roce 2015 ze zdravotních důvodů z funkce kantora u sv. Tomáše odstoupil.